# Лягушье (село)
Лягушье — село в Купинском районе Новосибирской области России. Административный центр Лягушенского сельсовета.

## География
Площадь села — 113 гектаров.

## Население
| 2002 | 2007 | 2010 |
| ---- | ---- | ---- |
| 920  | ↘918 | ↘867 |

## Инфраструктура
В селе по данным на 2007 год функционируют 1 учреждение здравоохранения и 1 учреждение образования.